# Roma-Milano
Roma-Milano è un singolo del cantautore italiano Holden, pubblicato il 26 marzo 2021 come quarto estratto dal primo album in studio Prologo.

## Descrizione
Il brano è scritto, composto e prodotto dallo stesso cantautore.

## Video musicale
Il video musicale è stato pubblicato in anteprima il 19 luglio 2021 attraverso il canale YouTube del cantautore e ha visto la partecipazione di Cecilia Cantarano.

## Tracce
Testi e musiche di Joseph Carta.
1. Roma-Milano – 2:40